# Старое Тлякеево
Ста́рое Тляке́ево (тат. Иске Теләкәй) — село в Актанышском районе Республики Татарстан Российской Федерации. Административный центр Тлякеевского сельского поселения.

## География
Село расположено в Восточном Закамье на реке Шабиз, в 9,6 км к западу от районного центра, села Актаныш.

## История
Село известно с 1724 года. 
В XVIII—XIX веках жители относились к сословиям башкир-вотчинников (Такталачуковой тюбы Гарейской волости) и тептярей. В материалах III ревизии (1762 г.) в деревне Тлякеево были учтены 6 душ тептярей мужского пола, входивших в команду старшины Ишкины Уразаева. В последующих переписях населения в деревне начинают фиксироваться лица, принадлежавшие к башкирскому сословию. В 1795 году здесь были учтены 80 башкир; в 1834 году — 379 башкир; в 1870 году — 373 башкира; в 1912 году — 630 башкир-вотчинников. 

## Инфраструктура
Вдоль села проходит автомобильная дорога регионального значения Актаныш — Поисево.

## Население
Численность населения по годам.
Источник.
| 1795 | 1834 | 1859 | 1870 | 1884 | 1897 | 1906 | 1913 | 1920 | 1926 | 1938 | 1958 | 1970 | 1979 | 1989 | 2002 | 2010 | 2015 |
| ---- | ---- | ---- | ---- | ---- | ---- | ---- | ---- | ---- | ---- | ---- | ---- | ---- | ---- | ---- | ---- | ---- | ---- |
| 229  | 379  | 324  | 373  | 400  | 505  | 475  | 630  | 625  | 649  | 1080 | 607  | 668  | 599  | 466  | 418  | 387  | 379  |

Национальный состав
Согласно результатам переписи 2002 года, в национальной структуре населения села татары составляли 100%.

### Комментарии
1. ↑  Расстояние измерено с помощью инструментария Яндекс.Карты